# Parallelia digona
Parallelia digona là một loài bướm đêm trong họ Erebidae.